# Tomás (prenome)
Tomás ou Tomé é um prenome muito comum nos países de língua latina. Seu uso como sobrenome é mais frequente em países anglófonos ou germanófonos, grafando-se Thomas. 
Grafias arcaicas deste nome em português foram Tomaz e Thomaz, tornada obsoleta após o Formulário Ortográfico de 1943 e o Acordo Ortográfico de 1945. Sua forma feminina é Tomásia (também havendo o diminutivo Tomasina).
Não se trata de um prenome de origem bíblica, mas sim de uma palavra em aramaico para designar "gêmeo": תום, Tôm, Tômâ ou Tau'ma, posteriormente traduzida para a língua grega como Δίδυμος ou Didymos. Como utilizava-se essa palavra junto ao nome de Judas Tomé nos escritos bíblicos para distingui-lo de Judas Iscariotes e de Judas Tadeu, acabou-se por se consagrar essa palavra como um prenome, na forma de São Tomé ou São Tomás. Até hoje questiona-se de quem Judas Tomé era irmão gêmeo, talvez de Judas Tadeu. Do grego, o nome foi traduzido para o latim Thomas, daí sendo legítimas as duas variantes Tomás e Tomé, e posteriormente para o germânico Thomas.
O nome Tomás não era muito popular até o século XII, após o martírio de São Tomás Becket. Nos séculos posteriores o sentido religioso do nome fora reforçado por outras personalidades católicas, como Tomás de Aquino. Hoje, todavia, não se associa tanto esse nome à religiosidade quanto outros mais populares.

## Variantes
- Alemão: Thomas
- Árabe: Touma
- Aramaico: תום
- Bielorrusso: Тамаш (Tamash)
- Búlgaro: Тома (Toma)
- Catalão: Tomàs
- Chinês: 多馬 (Duo-Ma, Biblical), 湯瑪斯 (Tang-ma-si)
- Coreano: 도마 (Doma; Toma; bíblico), 토머스 (Tomeoseu; T'omŏsŭ)
- Croata: Toma, Tomislav, Tomo, Tomica
- Dinamarquês: Thomas
- Eslovaco: Tomáš
- Esloveno: Tomaž
- Espanhol: Tomás
- Estônio: Toomas
- Finlandês: Tuomas
- Francês: Thomas
- Galego: Tomé
- Galês: Tomos
- Grego antigo: Θωμᾶς (Thōmâs)
- Grego moderno: Θωμάς (Thomás); São Tomé também: Δίδυμος (Didymos, "gêmeos")
- Hebraico: Teomo
- Húngaro: Tamás, Tamsin (feminino)
- Inglês: Thomas, Tom, Thom, Tommy
- Irlandês: Tomás, Tomhais (de túmulo), Tomhar (de trovão)
- Islandês: Tómas
- Italiano: Tommaso
- Japonês: トマス (Tomasu)
- Latim: Thomas (São Thomas também: Didymus)
- Malaiala: Thomas, Thommen, Oommen, Thommy, Tommy, Tom
- Neerlandês: Thomas
- Norueguês: Thomas, Tomas, Tom
- Polaco: Tomasz
- Romeno: Tomas
- Russo: Фомá (Foma)
- Sérvio: Тома (Toma)
- Sueco: Tomas
- Tcheco: Tomáš

## Personalidades com esse nome
- José Tomás Nabuco de Araújo, magistrado e político brasileiro.
- José Tomás Nabuco de Araújo Filho, senador brasileiro.
- São Tomás Becket, Arcebispo da Cantuária.
- São Tomás de Aquino, considerado um dos maiores mestres da Igreja Cristã.
- São Tomás Moro, Lorde Chanceler da Inglaterra e recentemente declarado "O patrono celeste dos estadistas e políticos" pelo Papa João Paulo II.
- São Pedro Tomás, que consolidou a união das Igrejas orientais com a católica.
- Tomás de Kempis, monge e escritor alemão.
- Tomás Ken, bispo não-jurado e santo inglês.
- Tom Selleck, ator estadunidense.
- Tiago Tomás, jogador de futebol português.
- Américo Tomás, ex-Presidente da Républica de Portugal.
- Tomás de Almeida, primeiro patriarca de Lisboa.
- Tomás significa ser supremo

## Topônimos
- São Tomás de Aquino, município de Minas Gerais.
- Tomazina
- São Tomé das Letras